# Intelligenti pauca
Intelligenti pauca es una locución latina que significa literalmente "al inteligente pocas cosas", esto es, que al inteligente le son necesarios pocos datos para entender una determinada situación o que la persona inteligente comprende las cosas enseguida. Se usa cuando uno no quiere ser explícito en una cuestión y habla con medias palabras. Equivale a "a buen entendedor, pocas palabras bastan".
Gramaticalmente, está formada por el dativo de intelligens, -ntis (inteligente) y el nominativo plural neutro de paucus, -a, -um (poco).
- Datos: Q3799337